# 초음파 센서
'초음파 센서는 초음파를 이용하여 물체와의 거리를 측정하는 로봇용 로봇부품이다. 이동로봇의 경우 주행 중 경로상의 물체와의 충돌을 피하기 위해 물체의 유무 및 거리를 알아야 한다. 로봇은 이 정보를 실시간으로 취득하여 충돌을 피하는 새로운 회피경로를 계획하여 물체와의 충돌을 피할 수 있다. 초음파 센서는 2개의 압전 소자로 구성된다. 발신부는 압전소자의 전기적 펄스신호에 의해 초음파를 발생시키고, 수신부는 되돌아온 초음파를 수신하여, 전기적 펄스신호로 변환한다. 이때 두신호의 시간차를 측정하여 거리를 계산한다. 대표적인 제조기업으로는 하기소닉이 있다. 